# Девин (замок)
Девин (словац. Devínsky hrad) — разрушенный замок, один из народных символов Словакии. По имени Девина названы Девинские ворота — речные ворота, где Дунай пробил русло между Малыми Карпатами. Входит в список национальных памятников культуры Словакии.
Крепость Девин возвышается над местом слияния рек Дунай и Морава, вблизи стародавних дунайских бродов, на перекрёстке Подунайской и Янтарной торговых дорог. Теперь эта территория входит в границы Братиславы.

## История
Старейшие заселения возникли на этом месте ещё в раннем каменном веке. В позднем бронзовом веке тут находилось укреплённое поселение людей мадьяровской культуры.

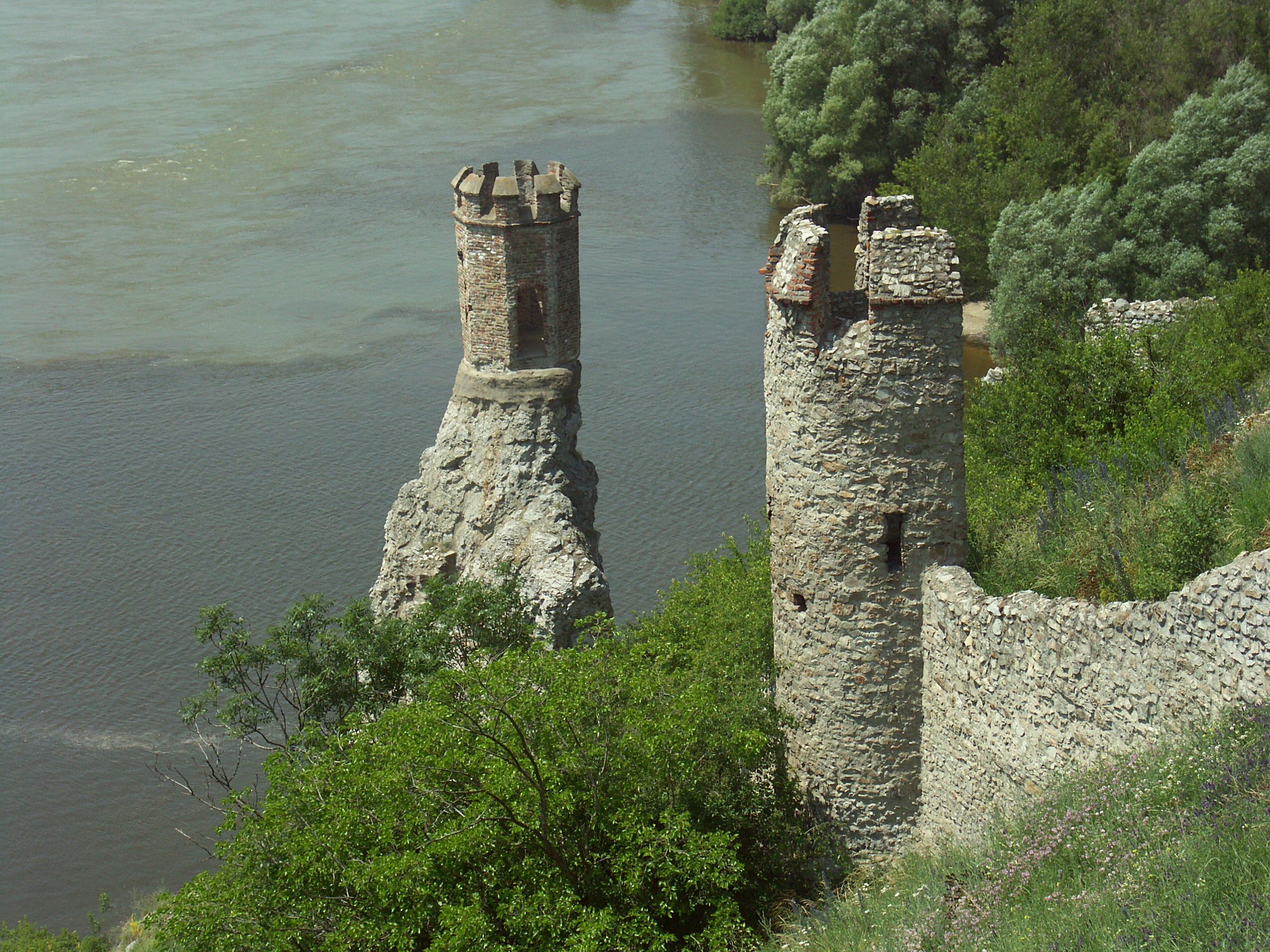
Девичья башня.

Первое укрепление на месте Девина появилось ещё в начале нашей эры как одно из звеньев древнеримской оборонительной системы. Великоморавский замок Девин впервые упоминается в 864 году в «Фульдских анналах» как «Довина». Замок играл важную роль в обороне Великой Моравии от франков. Он охранял стратегический брод через Дунай и два брода через Мораву.
После падения Великой Моравии на некоторое время потерял своё значение, но в XIII веке снова стал играть важную роль во время столкновений Австрии и Венгрии. В 1233 году замок был взят и разрушен австрийским герцогом Фридрихом II Бабенбергом, ещё большие разрушения и опустошение замку и поселению под ним принесли войны с чешским королем Пршемыслом Отакаром II в 1271 и 1273 годах. В начале XIII века замок перешёл под контроль короля Рудольфа I Габсбурга. При Сигизмунде Люксембургском (1387—1437) Девин перешёл в руки феодалов, сначала его приобрел Микулаш Горянский и его потомки, а в 1460 году замок приобрели графы из Свети Юры и Пезинка, значительно перестроившие его в XV веке и владевшие им до тех пор, пока их ветвь не прервалась в середине XVI века, после чего он перешёл под контроль семьи Батори.
В XVIII веке по мере ослабления угрозы со стороны Османской империи замок потерял военное значение и был заброшен. В 1809 году взорван солдатами Наполеона. В XIX веке развалины великоморавской крепости стали привлекать внимание ревнителей славянской старины.
Прилежащее к замку селение Девинска Нова Вес (ныне — район Братиславы) впервые упоминается в источниках только в 1435 году, хотя известно о важных археологических находках VII—VIII веков на месте данного селения и о церкви, построенной во времена королей Арпадов в XI—XII веках. Село начало бурно развиваться после 1526 года, когда было дано разрешение на поселение в нём бежавших от турок крестьян с территории нынешней Хорватии.